# Темпер

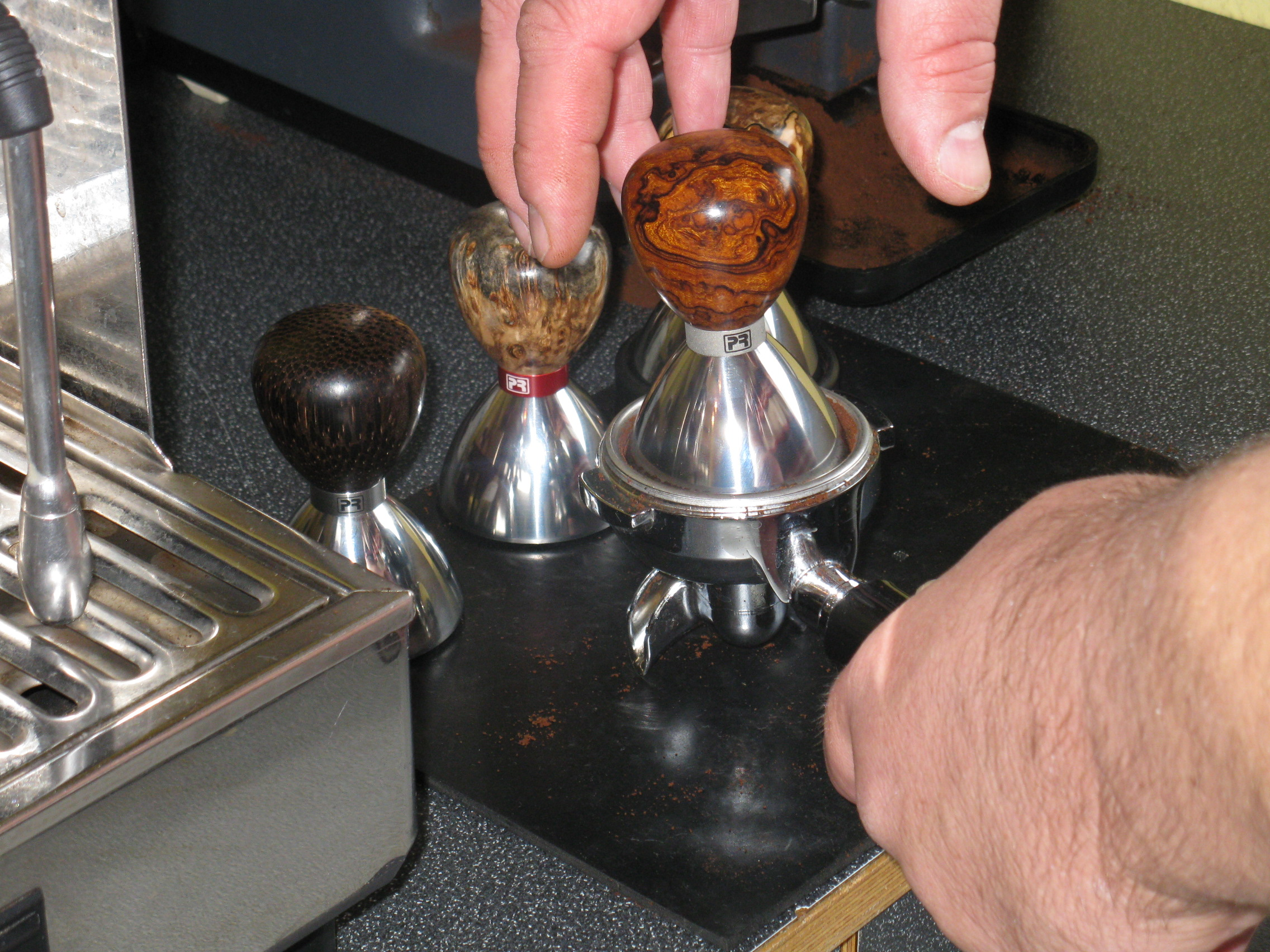
Использование

Темпер (англ. tamper — трамбовка [существительное]) — инструмент баристы для спрессовывания молотого кофе в фильтре рожковой кофемашины.
Состоит из рабочей поверхности и ручки, оба элемента могут быть выполнены как из металла, так и древесины или пластика. Рабочая поверхность представляет собой круг диаметром на 1-1,5 миллиметра меньше диаметра портафильтра. Основания чаще всего бывают плоскими, реже встречаются сферической формы и ребристые.
Темперовка — важный элемент, в процессе приготовления эспрессо, требующий профессионализма бариста. Как правило, бариста темперует кофе с примерным усилием 15 килограмм. От темперовки зависит, насколько правильно будет сформирована «кофейная таблетка»: какое расстояние будет между частицами молотого кофе (насколько он будет спрессован) — не будет ли эспрессо пережигаться, будет ли правильная экстракция; насколько ровно будет сформирована «кофейная таблетка» в портафильтре (относительно горизонтали корзины холдера), от этого зависит насколько равномерная будет экстракция по всей площади портафильтра.
Кроме классической формы темпера существуют ещё несколько разновидностей этого аксессуара: как правило, большинство профессиональных барных кофемолок оснащены несъёмным темпером «пяткой». Также существуют стационарные динамометрические темперы, представляющие собой станцию, крепко зафиксированную на барной стойке с темпером, рычагом и пружинным механизмом; динамометрический темпер гарантированно утрамбовывает со стабильным, одинаковым усилием.